# Niklas Jahn (Fußballspieler, 2001)
Niklas Jahn (* 19. Januar 2001) ist ein deutscher Fußballspieler, der beim FC Carl Zeiss Jena unter Vertrag steht.

## Karriere
Jahn begann beim SV 1910 Kahla das Fußballspielen und wechselte 2012 zur Jugend des FC Carl Zeiss Jena, wo er alle Jugendmannschaften durchlief und zur Saison 2019/20 einen Profivertrag beim Drittligisten erhielt. Dort hatte er im ersten Spiel der Saison gegen FC Ingolstadt 04 seinen ersten Einsatz im Profifußball, als er in der 86. Minute eingewechselt wurde. Sein erstes Drittligator schoss er am 21. September 2019 gegen den Chemnitzer FC.
Zur Saison 2021/22 wechselte Jahn innerhalb der Regionalliga Nordost zum ZFC Meuselwitz.